# Fitz-James
Fitz-James település Franciaországban, Oise megyében. Lakosainak száma 2546 fő (2022. január 1.). Fitz-James Airion, Clermont, Agnetz, Breuil-le-Sec és Erquery községekkel határos.

## Népesség
A település népességének változása:
| Lakosok száma | 2299 | 2422 | 2506 | 2515 | 2562 | 2575 | 2578 | 2578 | 2546 |
|               | 2013 | 2015 | 2016 | 2017 | 2018 | 2019 | 2020 | 2021 | 2022 |